# 白毛粉钟杜鹃
白毛粉钟杜鹃（学名：Rhododendron balfourianum var. aganniphoides）为杜鹃花科杜鹃花属下的一个变种。

## 扩展阅读
- 維基物種上的相關：白毛粉钟杜鹃